# Calyptranthes ursina
Calyptranthes ursina är en myrtenväxtart som beskrevs av Liberato Joaquim Barroso och Ariane Luna Peixoto. Calyptranthes ursina ingår i släktet Calyptranthes och familjen myrtenväxter. Inga underarter finns listade i Catalogue of Life.